# Alfred Janeba

Alfred Janeba

Alfred Janeba (* 1. Mai 1869 in Glatz, Landkreis Glatz, Provinz Schlesien; † 12. Mai 1951 in Ohrsen) war ein deutscher Politiker der Zentrumspartei.

## Leben und Wirken
Janeba wurde als Sohn eines Gutsbesitzers geboren. Er besuchte vier Jahre lang die Volksschule, dann sechs Jahre lang das Katholische Gymnasium  in Glatz. Anschließend wurde er an der Landwirtschaftsschule in Poppelau, im Kreis Rybnik in Schlesien, zum landwirtschaftlichen Beamten ausgebildet. In den folgenden Jahren arbeitete Janeba als landwirtschaftlicher Beamter auf Gütern in den Kreisen Trebnitz und Wohlau. Danach bewirtschaftete er einige Jahre lang das väterliche Gut in Glatz, das er schließlich aufgrund einer Erkrankung, die ihn an der Ausübung seines Berufes hinderte, verkaufen musste. Stattdessen verdiente er seinen Lebensunterhalt in der städtischen Verwaltung von Glatz, so unter anderem auch einige Jahre lang als Stadtrat.
Während des Ersten Weltkrieges war Janeba Leiter der Bezirksschlächterei Glatz und stellvertretender Vorsitzender des dortigen Kriegswirtschaftsamtes. Nach dem Krieg begann er sich verstärkt in der katholischen Zentrumspartei zu betätigen. Bei der Reichstagswahl vom Juni 1920 wurde er als Kandidat des Zentrums für den Wahlkreis 8 (Breslau) in den Reichstag gewählt, dem er bis zum Mai 1924 angehörte. Daneben war er Kreistagsabgeordneter und Geschäftsführer der landwirtschaftlichen Berufsvereinigung und des landwirtschaftlichen Arbeitgeberverbandes der Grafschaft Glatz.
Auf kommunaler Ebene übte Janeba eine lange Reihe von Ämtern aus: So war er Verwaltungsratsmitglied der Kreissparkasse Glatz, Vorsitzender der Kreissiedlungskommission, Vorsitzender der Weidegenossenschaft der Grafschaft Glatz und Verwalter des dazugehörigen Rittergutes Altbatzdorf. Ferner amtierte er als Vorsitzender des Pferdezuchtverbandes im Landkreis Glatz, Vorsitzender des Schlachtviehversicherungsvereins Glatz, landwirtschaftlicher Kreistaxator und Sachverständiger beim Amts- und Landgericht Glatz. Des Weiteren war er Vorsitzender der Viehbezugsgenossenschaft des Kreises Glatz und seit 1903 Mitglied der Landwirtschaftskammer für Schlesien. Schließlich verfasste er einige Artikel für landwirtschaftliche Fachzeitschriften bei.